# Auriac-Lagast

Auriac-Lagast este o comună în departamentul Aveyron din sudul Franței. În 1 ianuarie 2022 avea o populație de 229 de locuitori.